# 非接觸力
非接觸力（non-contact force）又稱超距力（force at a distance），是指任何作用在兩物體之間而不需直接接觸的力，最常見的例子是重力。相反的，接觸力是兩物體互相接觸後才會產生的力。
四種已知的基本相互作用都是非接觸力（而一些巨觀尺度下的接觸力，在微觀尺度下也可以是由非接觸力所構成）：
1. 重力： 是介於兩物體間的力，其量值正比於兩物體質量乘積除以兩者距離的平方，其方向在兩物體的連線上。人體的重量即是地球施加在人體質量上的重力。
2. 電磁力：是處於電場、磁場、電磁場的電荷、電流、帶電粒子所受的力的總稱，包括靜電力、磁力等；其類似重力的非接觸力，通常產生更強的力，而且只作用特定物質上。電磁力可產生排斥力或吸引力。
3. 強核力：是不同於重力及電磁力，強核力是一種只作用在原子核內的基本粒子間的短程力。
4. 弱核力：弱核力只在一些核反應中才會發生，如β衰變 。強核力及弱核力在量子力學中都極為重要。